# Tomelilla marknad
Tomelilla marknad är en marknad i Tomelilla på Österlen i Skåne. Marknaden besöks årligen av ungefär 200 knallar och 15 000 besökare och är den tredje torsdagen i juli varje år.